# Campionati del mondo di atletica leggera 2019 - Staffetta 4×400 metri femminile
La staffetta 4×400 metri femminile dei Campionati del mondo di atletica leggera 2019 si è svolta tra il 5 e il 6 ottobre.

## Podio
| Pos.    | Nazionalità | Prestazione |
| ------- | --- | ----------- |
| Oro     | Stati Uniti Phyllis Francis, Sydney McLaughlin, Dalilah Muhammad, Wadeline Jonathas, Jessica Beard*, Allyson Felix*, Kendall Ellis*, Courtney Okolo* | 3'18"92     |
| Argento | Polonia Iga Baumgart-Witan, Patrycja Wyciszkiewicz, Małgorzata Hołub-Kowalik, Justyna Święty-Ersetic, Anna Kiełbasińska*                             | 3'21"89     |
| Bronzo  | Giamaica Anastasia Le-Roy, Tiffany James, Stephenie Ann McPherson, Shericka Jackson, Roneisha McGregor*                                              | 3'22"37     |

## Situazione pre-gara

### Record
Prima di questa competizione, il record del mondo (RM) e il record dei campionati (RC) erano i seguenti.
| Record                | Prestazione | Atleta                                                                                    | Data                               | Competizione                |
| --------------------- | ----------- | ----------------------------------------------------------------------------------------- | ---------------------------------- | --------------------------- |
| Record mondiale       | 3'15"17     | Unione Sovietica Tat'jana Ledovskaja, Ol'ga Nazarova, Marija Kulčunova, Ol'ha Bryzhina    | 1 ottobre 1988 Seul, Corea del Sud | Giochi della XXIV Olimpiade |
| Record dei campionati | 3'16"71     | Stati Uniti Gwen Torrence, Maicel Malone-Wallace, Natasha Kaiser-Brown, Jearl Miles Clark | 22 agosto 1993 Stoccarda, Germania | Mondiali 1993               |

### Campioni in carica
I campioni in carica, a livello mondiale e olimpico, erano:
| Campione | Atleta | Prestazione | Data                                   | Competizione                |
| -------- | --- | ----------- | -------------------------------------- | --------------------------- |
| Olimpico | Stati Uniti Courtney Okolo, Natasha Hastings, Phyllis Francis, Allyson Felix, Taylor Ellis-Watson*, Francena McCorory* | 3'19"06     | 20 agosto 2016 Rio de Janeiro, Brasile | Giochi della XXXI Olimpiade |
| Mondiale | Stati Uniti Quanera Hayes, Allyson Felix, Shakima Wimbley, Phyllis Francis, Kendall Ellis*, Natasha Hastings*          | 3'19"02     | 13 agosto 2017 Londra, Regno Unito     | Mondiali 2017               |

## Risultati

### Batterie
Le batterie si sono svolte il 5 ottobre dalle ore 19:55. I primi tre di ogni serie (Q) e i due tempi migliori tra gli esclusi (q) si qualificano alla finale .
| Pos. | Batteria | Corsia | Nazione       | Atlete                                                                                      | Tempo   | Note                                     |
| ---- | -------- | ------ | ------------- | ------------------------------------------------------------------------------------------- | ------- | ---------------------------------------- |
| 1    | 2        | 6      | Stati Uniti   | Jessica Beard, Allyson Felix, Kendall Ellis, Courtney Okolo                                 | 3'22"96 | Q                                        |
| 2    | 1        | 7      | Giamaica      | Roneisha McGregor, Anastasia Le-Roy, Tiffany James, Stephenie Ann McPherson                 | 3'23"64 | Q                                        |
| 3    | 2        | 3      | Gran Bretagna | Zoey Clark, Jodie Williams, Jessica Turner, Laviai Nielsen                                  | 3'24"99 | Q                                        |
| 4    | 1        | 4      | Polonia       | Anna Kiełbasińska, Małgorzata Hołub-Kowalik, Patrycja Wyciszkiewicz, Justyna Święty-Ersetic | 3'25"78 | Q                                        |
| 5    | 1        | 8      | Canada        | Alicia Brown, Aiyanna Stiverne, Madeline Price, Sage Watson                                 | 3'25"86 | Q                                        |
| 6    | 2        | 2      | Ucraina       | Kateryna Klymiuk, Olha Lyakhova, Tetyana Melnyk, Hanna Ryzhykova                            | 3'26"57 | Q                                        |
| 7    | 2        | 4      | Belgio        | Hanne Claes, Imke Vervaet, Paulien Couckuyt, Camille Laus                                   | 3'26"58 | q                                        |
| 8    | 1        | 3      | Paesi Bassi   | Lieke Klaver, Lisanne de Witte, Bianca Baak, Femke Bol                                      | 3'27"40 | q                                        |
| 9    | 2        | 9      | Italia        | Maria Benedicta Chigbolu, Ayomide Folorunso, Giancarla Trevisan, Raphaela Lukudo            | 3'27"57 |                                          |
| 10   | 1        | 5      | Australia     | Bendere Oboya, Lauren Boden, Ellie Beer, Rebecca Bennett                                    | 3'28"64 | Miglior prestazione personale stagionale |
| 11   | 1        | 6      | India         | Jisna Mathew, M. R. Poovamma, V. K. Vismaya, Venkatesan Subha                               | 3'29"42 | Miglior prestazione personale stagionale |
| 12   | 1        | 9      | Francia       | Amandine Brossier, Déborah Sananes, Élise Trynkler, Agnès Raharolahy                        | 3'29"66 | Miglior prestazione personale stagionale |
| 13   | 2        | 5      | Cuba          | Zurian Hechavarría, Rose Mary Almanza, Adriana Rodríguez, Roxana Gómez                      | 3'29"84 | Miglior prestazione personale stagionale |
| 14   | 2        | 8      | Svizzera      | Léa Sprunger, Fanette Humair, Rachel Pellaud, Yasmin Giger                                  | 3'30"63 |                                          |
| 15   | 1        | 2      | Nigeria       | Blessing Oladoye, Patience Okon George, Abike Funmilola Egbeniyi, Favour Ofili              | 3'35"90 |                                          |

### Finale
La finale si è svolta il 6 ottobre alle ore 21:15.
| Pos     | Corsia | Nazione       | Atlete                                                                                       | Tempo   | Note                                     |
| ------- | ------ | ------------- | -------------------------------------------------------------------------------------------- | ------- | ---------------------------------------- |
| Oro     | 7      | Stati Uniti   | Phyllis Francis, Sydney McLaughlin, Dalilah Muhammad, Wadeline Jonathas                      | 3'18"92 | Miglior prestazione mondiale stagionale  |
| Argento | 6      | Polonia       | Iga Baumgart-Witan, Patrycja Wyciszkiewicz, Małgorzata Hołub-Kowalik, Justyna Święty-Ersetic | 3'21"89 | Record nazionale                         |
| Bronzo  | 4      | Giamaica      | Anastasia Le-Roy, Tiffany James, Stephenie Ann McPherson, Shericka Jackson                   | 3'22"37 | Miglior prestazione personale stagionale |
| 4       | 5      | Gran Bretagna | Zoey Clark, Jodie Williams, Emily Diamond, Laviai Nielsen                                    | 3'23"02 | Miglior prestazione personale stagionale |
| 5       | 2      | Belgio        | Hanne Claes, Imke Vervaet, Paulien Couckuyt, Camille Laus                                    | 3'27"15 |                                          |
| 6       | 8      | Ucraina       | Kateryna Klymiuk, Olha Lyakhova, Tetyana Melnyk, Hanna Ryzhykova                             | 3'27"48 |                                          |
| 7       | 3      | Paesi Bassi   | Lieke Klaver, Lisanne de Witte, Bianca Baak, Femke Bol                                       | 3'27"89 |                                          |
|         | 9      | Canada        | Alicia Brown, Aiyanna Stiverne, Madeline Price, Sage Watson                                  | dq      |                                          |